# Degradación ambiental

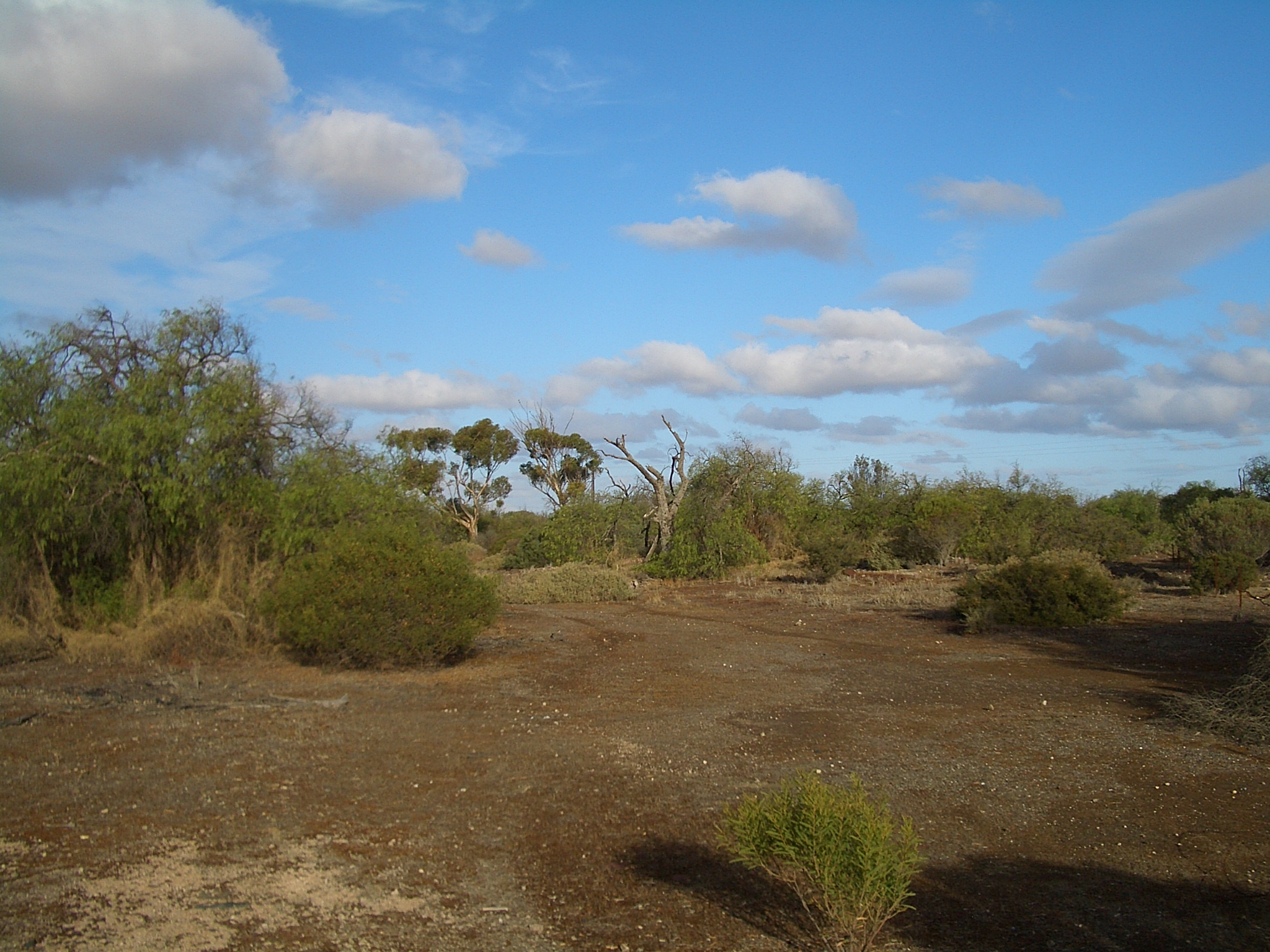
Ochenta años después del abandono de las minas Wallaroo (Kadina, Australia Meridional), los musgos siguen siendo la única vegetación en algunos puntos de los terrenos del sitio.

La degradación ambiental o deterioro ambiental es el deterioro del medio ambiente a través del agotamiento de recursos como el aire, el agua y el suelo; la destrucción de los ecosistemas; la destrucción del hábitat; la extinción de la vida silvestre; y la contaminación. Se define como cualquier cambio o perturbación del medio ambiente que se perciba como perjudicial o indeseable. Como lo indica la ecuación I=PAT, el impacto ambiental (I) o degradación es causado por la combinación de una población humana (P) ya de por sí muy grande y creciente, un crecimiento económico o una riqueza per cápita en continuo aumento (A), y la aplicación de tecnología que agota y contamina los recursos (T).
La degradación del medio ambiente es una de las diez amenazas oficialmente advertidas por el Grupo de alto nivel sobre las amenazas, los desafíos y el cambio de las Naciones Unidas. La Estrategia Internacional para la Reducción de Desastres de las Naciones Unidas define la degradación ambiental como "la reducción de la capacidad del medio ambiente para satisfacer objetivos y necesidades sociales y ecológicos". La degradación del medio ambiente es de muchos tipos. Cuando se destruyen los hábitats naturales o se agotan los recursos naturales, el medio ambiente se degrada. Los esfuerzos para contrarrestar este problema incluyen la protección del medio ambiente y la gestión de los recursos ambientales.

## Degradación de agua
Uno de los principales componentes de la degradación del medio ambiente es el agotamiento de agua dulce de la Tierra. Aproximadamente sólo el 2,5% de toda el agua de la Tierra es agua dulce, mientras que el resto es agua salada. El 70% del agua dulce se congela en capas de hielo situadas en la Antártida y Groenlandia, por lo que sólo el 30% del 2,5% del agua dulce está disponible para el consumo. El agua dulce es un recurso excepcionalmente importante, ya que la vida en la Tierra depende en última instancia de ella. El agua transporta nutrientes, minerales y productos químicos dentro de la biosfera a todas las formas de vida, sostiene tanto a las plantas como a los animales, y moldea la superficie de la Tierra con el transporte y la deposición de materiales.
Los tres principales usos actuales del agua dulce representan el 95% de su consumo; aproximadamente el 85% se utiliza para el riego de tierras agrícolas, campos de golf y parques; el 6% se utiliza para fines domésticos, como el baño en interiores y el uso de jardines al aire libre y césped, y el 4% se utiliza para fines industriales, como el procesamiento, el lavado y la refrigeración en centros de fabricación. Se estima que una de cada tres personas en todo el mundo ya se enfrenta a la escasez de agua, casi una quinta parte de la población mundial vive en zonas de escasez física de agua, y casi una cuarta parte de la población mundial vive en un país en desarrollo que carece de la infraestructura necesaria para utilizar el agua de los ríos y acuíferos disponibles. La escasez de agua es un problema cada vez mayor debido a muchas cuestiones previstas para el futuro, como el crecimiento de la población, el aumento de la urbanización, la mejora del nivel de vida y el cambio climático.

### Temperatura
El cambio climático afecta el suministro de agua de la Tierra de muchas maneras. Se prevé que la temperatura media mundial aumentará en los próximos años debido a una serie de fuerzas que afectan al clima, la cantidad de dióxido de carbono en la atmósfera aumentará, y ambas influirán en los recursos hídricos; la evaporación depende en gran medida de la temperatura y la disponibilidad de humedad, que en última instancia pueden afectar a la cantidad de agua disponible para reponer los suministros de agua subterránea.
La transpiración de las plantas puede verse afectada por el aumento del CO2 atmosférico, que puede disminuir su uso de agua, pero también puede aumentar su uso de agua debido al posible aumento de la superficie foliar. El aumento de la temperatura puede reducir la temporada de nieve en el invierno y aumentar la intensidad de la nieve derretida, lo que conduce a un pico de escorrentía, afectando la humedad del suelo, los riesgos de inundaciones y sequías y la capacidad de almacenamiento según la zona.
Las temperaturas invernales más cálidas causan una disminución de la capa de nieve, lo que puede resultar en una disminución de los recursos hídricos durante el verano. Esto es especialmente importante en las latitudes medias y en las regiones montañosas que dependen de la escorrentía de los glaciares para reponer sus sistemas fluviales y los suministros de agua subterránea, lo que hace que estas zonas sean cada vez más vulnerables a la escasez de agua con el paso del tiempo; un aumento de la temperatura provocará inicialmente un rápido aumento del derretimiento del agua de los glaciares en el verano, seguido de un retroceso de los glaciares y una disminución del derretimiento y, por lo tanto, del suministro de agua cada año, a medida que el tamaño de estos glaciares sea cada vez más pequeño.
La expansión térmica del agua y el aumento del derretimiento de los glaciares oceánicos debido al aumento de la temperatura dan lugar a un aumento del nivel del mar, que puede afectar también al suministro de agua dulce de las zonas costeras; a medida que las desembocaduras de los ríos y los deltas con mayor salinidad se desplazan hacia el interior, la intrusión de agua salada da lugar a un aumento de la salinidad en los embalses y acuíferos. Por consiguiente, el aumento del nivel del mar también puede deberse al agotamiento de las aguas subterráneas, ya que el cambio climático puede afectar al ciclo hidrológico de varias maneras. Las distribuciones desiguales del aumento de las temperaturas y de las precipitaciones en todo el mundo dan lugar a excedentes y déficit de agua, pero una disminución mundial de las aguas subterráneas sugiere un aumento del nivel del mar, incluso después de que se contabilizara el agua de deshielo y la expansión térmica, lo que puede proporcionar una respuesta positiva a los problemas que el aumento del nivel del mar causa en el suministro de agua dulce.
Un aumento de la temperatura del aire resulta en un aumento de la temperatura del agua, que también es muy significativo en la degradación del agua, ya que el agua se volvería más susceptible al crecimiento bacteriano. Un aumento en la temperatura del agua también puede afectar enormemente a los ecosistemas debido a la sensibilidad de una especie a la temperatura, y también al inducir cambios en el sistema de autodepuración de un cuerpo de agua debido a la disminución de las cantidades de oxígeno disuelto en el agua debido al aumento de la temperatura.

### Precipitaciones
También se prevé que el aumento de las temperaturas mundiales se correlacione con un aumento de las precipitaciones mundiales, pero debido al aumento de la escorrentía, las inundaciones, el aumento de las tasas de erosión del suelo y el movimiento masivo de tierras, es probable que se produzca una disminución de la calidad del agua, que, a la vez que el agua transportará más nutrientes, también transportará más contaminantes. Aunque la mayor parte de la atención sobre el cambio climático se dirige hacia el calentamiento global y el efecto invernadero, es probable que algunos de los efectos más graves del cambio climático provengan de los cambios en la precipitación, la evapotranspiración, la escorrentía y la humedad del suelo. En general, se espera que, en promedio, aumenten las precipitaciones a nivel mundial, y que algunas zonas reciban aumentos y algunas disminuciones.  
Los modelos climáticos muestran que mientras que algunas regiones deberían esperar un aumento de las precipitaciones, como en los trópicos y latitudes más altas, se espera que otras áreas vean una disminución, como en los subtrópicos; esto causará en última instancia una variación latitudinal en la distribución del agua. También se espera que las áreas que reciben más precipitaciones reciban este aumento durante el invierno y se vuelvan más secas durante el verano, lo que creará una variación aún mayor en la distribución de las precipitaciones. Naturalmente, la distribución de las precipitaciones en todo el planeta es muy desigual, lo que provoca variaciones constantes en la disponibilidad de agua en los respectivos lugares.
Los cambios en la precipitación afectan el momento y la magnitud de las inundaciones y sequías, modifican los procesos de escorrentía y alteran las tasas de recarga de las aguas subterráneas. Los patrones de vegetación y las tasas de crecimiento se verán directamente afectados por los cambios en la cantidad y distribución de las precipitaciones, lo que a su vez afectará tanto a la agricultura como a los ecosistemas naturales. La disminución de las precipitaciones privará a las zonas de agua, provocando la caída de las capas freáticas y el vaciado de embalses y humedales, ríos y lagos, y posiblemente un aumento de la evaporación y la evapotranspiración, dependiendo del aumento acompañado de la temperatura. Las reservas de agua subterránea se agotarán, y el agua restante tiene una mayor probabilidad de ser de mala calidad debido a la salinidad o a los contaminantes en la superficie de la tierra.

### Crecimiento de población

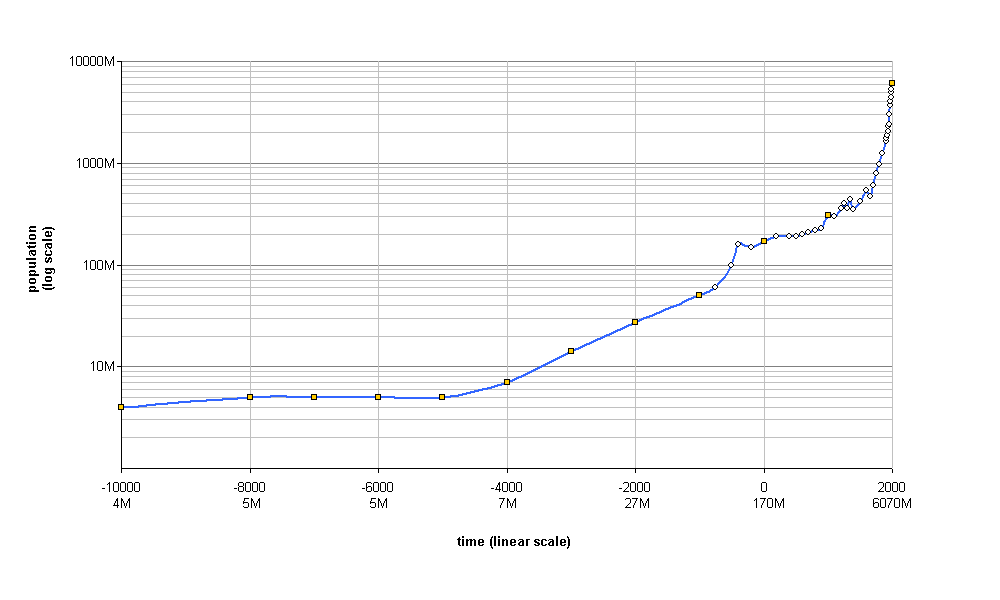
Crecimiento de población mundial en una Representación semilogarítmica.

La población humana en la Tierra se está expandiendo rápidamente, lo que va de la mano con la degradación del medio ambiente en general. El apetito de la humanidad por las necesidades está desordenando el equilibrio natural del medio ambiente. Las industrias de producción están expulsando humo y descargando productos químicos que contaminan los recursos hídricos. El humo que se emite a la atmósfera contiene gases perjudiciales como el monóxido de carbono y el dióxido de azufre. Los altos niveles de contaminación en la atmósfera forman capas que son eventualmente absorbidas por la atmósfera. Compuestos orgánicos como los clorofluorocarburos (CFC) han generado una apertura no deseada en la capa de ozono, que emite niveles más altos de radiación ultravioleta, lo que supone una gran amenaza para el planeta.Y se puede acabar todo lo que conocemos
 
El agua dulce disponible que se ve afectada por el clima también se está extendiendo a través de una población mundial cada vez mayor. Se estima que casi una cuarta parte de la población mundial vive en una zona que utiliza más del 20% de su suministro de agua renovable; el uso del agua aumentará con la población, mientras que el suministro de agua también se ve agravado por la disminución del caudal de los arroyos y de las aguas subterráneas causada por el cambio climático. A pesar de que en algunas áreas puede haber un aumento en el suministro de agua dulce debido a una distribución desigual del aumento de las precipitaciones, se espera un mayor uso del suministro de agua.
Un aumento de la población significa un aumento de las extracciones del suministro de agua para usos domésticos, agrícolas e industriales, siendo el mayor de ellos la agricultura, que se considera el principal factor no climático del cambio ambiental y el deterioro del agua. Los próximos 50 años serán probablemente el último período de rápida expansión agrícola, pero la población más grande y rica durante este tiempo exigirá más agricultura.
El aumento de la población en las últimas dos décadas, al menos en los Estados Unidos, también ha ido acompañado de un cambio hacia un aumento en las áreas urbanas desde las áreas rurales, lo que concentra la demanda de agua en ciertas áreas y pone presión sobre el suministro de agua dulce proveniente de contaminantes industriales y humanos. La urbanización causa hacinamiento y condiciones de vida cada vez más insalubres, especialmente en los países en desarrollo, lo que a su vez expone a un número cada vez mayor de personas a las enfermedades. Alrededor del 79% de la población mundial se encuentra en países en vías de desarrollo, que carecen de acceso al agua potable y a los sistemas de alcantarillado, lo que da lugar a enfermedades y muertes por agua contaminada y a un mayor número de insectos portadores de enfermedades.

### Agricultura

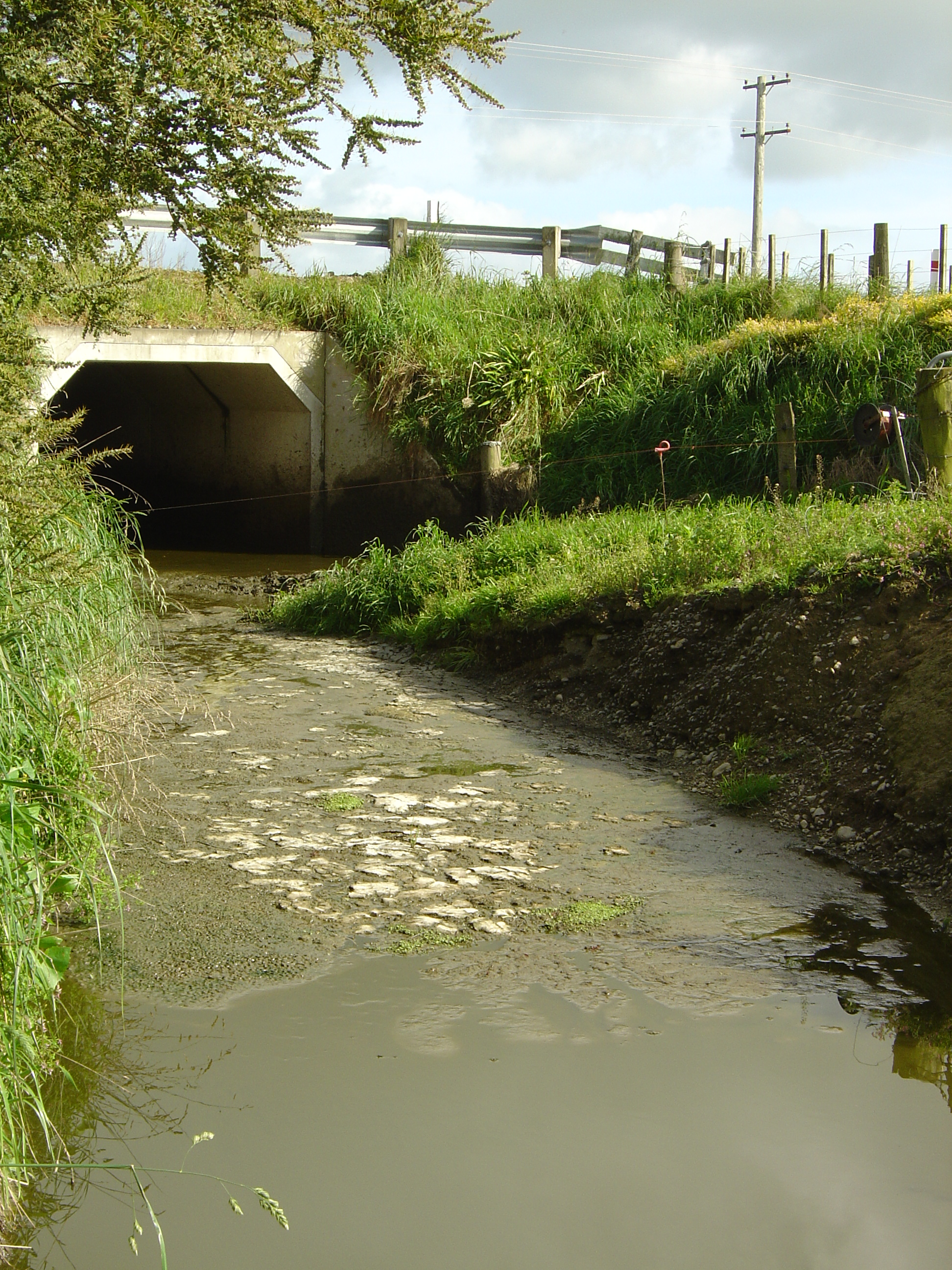
Contaminación del agua debido a la ganadería lechera en Wairarapa en Nueva Zelanda.

La agricultura depende de la humedad del suelo disponible, que se ve directamente afectada por la dinámica del clima, siendo la precipitación el insumo de este sistema y varios procesos el producto final, como la evapotranspiración, la escorrentía superficial, el drenaje y la percolación en las aguas subterráneas. Los cambios en el clima, especialmente los cambios en la precipitación y la evapotranspiración pronosticados por los modelos climáticos, afectarán directamente la humedad del suelo, la escorrentía superficial y la recarga de aguas subterráneas.
En áreas con precipitaciones decrecientes, tal como lo predicen los modelos climáticos, la humedad del suelo puede reducirse sustancialmente. Con esto en mente, la agricultura en la mayoría de las áreas ya necesita irrigación, lo que agota los suministros de agua dulce tanto por el uso físico del agua como por la degradación que la agricultura causa en el agua. El riego aumenta el contenido de sal y nutrientes en áreas que normalmente no se verían afectadas, dañando los arroyos y ríos al represar y remover el agua. Los fertilizantes entran en las corrientes de desechos humanos y ganaderos que eventualmente entran al agua subterránea, mientras que el nitrógeno, el fósforo y otros químicos de los fertilizantes pueden acidificar tanto los suelos como el agua. Ciertas demandas agrícolas pueden aumentar más que otras con una población mundial cada vez más rica, y se espera que la carne sea uno de los productos básicos que duplique la demanda mundial de alimentos para 2050, lo que afecta directamente el suministro mundial de agua dulce. Las vacas necesitan agua para beber, más si la temperatura es alta y la humedad baja, y más si el sistema de producción en el que se encuentra la vaca es extensivo, ya que encontrar comida requiere más esfuerzo. El agua es necesaria en el procesamiento de la carne, y también en la producción de alimentos para el ganado. El estiércol puede contaminar los cuerpos de agua dulce, y los mataderos, dependiendo de lo bien que se manejen, aportan desechos como sangre, grasa, pelo y otros contenidos corporales a los suministros de agua dulce.
La transferencia de agua del uso agrícola al uso urbano y suburbano plantea preocupaciones sobre la sostenibilidad agrícola, el declive socioeconómico rural, la seguridad alimentaria, el aumento de la huella de carbono de los alimentos importados y la disminución de la balanza comercial exterior. El agotamiento del agua dulce, aplicado a zonas más específicas y pobladas, aumenta la escasez de agua dulce entre la población y también hace que las poblaciones sean susceptibles a conflictos económicos, sociales y políticos de diversas maneras; el aumento del nivel del mar obliga a emigrar desde las zonas costeras hacia otras zonas del interior, lo que hace que las poblaciones se acerquen más, rompiendo fronteras y otros patrones geográficos, y los excedentes y déficits agrícolas debidos a la disponibilidad de agua provocan problemas comerciales y económicos en determinadas zonas. Según la Organización de las Naciones Unidas para la Agricultura y la Alimentación, las emisiones mundiales de gases de efecto invernadero procedentes de la ganadería superan a las del transporte.

### Administración de agua

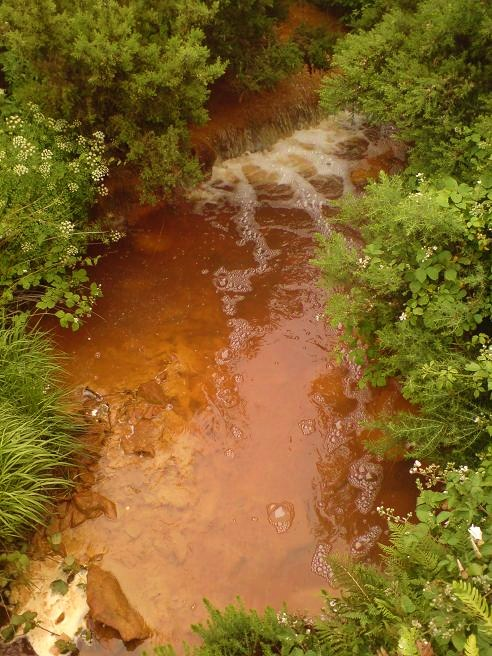
Un arroyo en el pueblo de Amlwch, Anglesey, contaminado por el drenaje ácido de la antigua mina de cobre en la cercana montaña Parys Mountain.

El problema del agotamiento del agua dulce puede ser resuelto con mayores esfuerzos en la gestión del agua. Si bien los sistemas de gestión del agua son a menudo flexibles, la adaptación a las nuevas condiciones hidrológicas puede ser muy costosa. Los enfoques preventivos son necesarios para evitar los altos costos de la ineficiencia y la necesidad de rehabilitación de los suministros de agua, y las innovaciones para disminuir la demanda general pueden ser importantes en la planificación de la sostenibilidad del agua.
Los sistemas de abastecimiento de agua, tal como existen ahora, se basaban en los supuestos del clima actual y se construyeron para acomodar los caudales de los ríos existentes y las frecuencias de las inundaciones. Los embalses son operados con base en registros hidrológicos del pasado, y los sistemas de riego con base en la temperatura histórica, la disponibilidad de agua y los requerimientos de agua para los cultivos; estos pueden no ser una guía confiable para el futuro. Reexaminar los diseños de ingeniería, las operaciones, las optimizaciones y la planificación, así como revaluar los enfoques legales, técnicos y económicos para la gestión de los recursos hídricos, son muy importantes para el futuro de la gestión del agua en respuesta a la degradación del agua. Otro enfoque es la privatización del agua; a pesar de sus efectos económicos y culturales, la calidad del servicio y la calidad general del agua pueden controlarse y distribuirse más fácilmente. La racionalidad y la sostenibilidad son apropiadas y requieren límites a la sobreexplotación y la contaminación, así como esfuerzos de conservación.